# Heinrich von Hüser
Pour les articles homonymes, voir Huser.
Johann Gustav Heinrich Hans Adolf von Hüser (né le 28 février 1782 à Berlin et mort le 28 mars 1857 dans la même ville) est un général d'infanterie prussien et plus récemment commandant adjoint de la forteresse de Mayence .

## Biographie

### Origine
Ses parents sont le colonel Heinrich Christian von Hüser (de) (né en 1741 et mort le 26 décembre 1821) et son épouse Sabine Henriette Christiane, née Michaelis (née le 30 janvier 1748 et mort le 9 février 1788). Son père est chef du régiment d'artillerie à cheval. Il a plusieurs frères dans l'armée, un oncle est temporairement commandant de Colberg en 1810.

### Carrière militaire
Hüser commence sa carrière scolaire au lycée de Breslau. De là, il est envoyé comme pensionnaire à la maison des cadets de Berlin le 12 juillet 1793 et le 1er juin 1794, il devient un véritable cadet. Il rejoint ensuite le régiment d'infanterie « von Arnim » comme caporal privé le 31 mars 1798. Là, il devient enseigne le 5 avril 1798 et sous-lieutenant le 5 juillet 1802. Pendant la guerre de la Quatrième Coalition, Hüser combat à la bataille d'Auerstaedt et à la bataille de Boizenburg. À la suite de la reddition de Prenzlau, il est fait prisonnier. Le 5 juin 1809, il reçoit sa démission et entre au service autrichien. Lors de la guerre de la cinquième coalition, Hüser participe à la bataille de Wagram. Après la défaite autrichienne, il retourne au service prussien et rejoint le 8e régiment d'infanterie du Corps le 19 novembre 1809. Le 17 mars 1810, Hüser est transféré à la maison des cadets de Berlin en tant qu'enseignant. Là, il devient premier lieutenant le 4 janvier 1811 et capitaine d'état-major le 1er mai 1811. Peu avant le début de la  campagne d'Allemagne, il est transféré le 12 mars 1813 au camp adjoint, où il devient adjudant général du général Blücher. Lors de la campagne 1813/14, il combat à Lützen et Bautzen, participe à la traversée de Wartenburg et combat aux batailles de Bischofswerda, Auberviller, Sivres, Iffy ainsi qu'à la bataille de Waterloo. Le 19 mai 1813, il reçoit la croix de fer de 2e classe pour Großgörschen. Il est également blessé à Großgörschen et Bautzen. Pendant ce temps, il est promu capitaine le 5 juin 1813 et major le 25 avril 1814. Le 21 juin 1814, il est de nouveau transféré à la maison des cadets. Ensuite, Hüser est affecté au maréchal Gneisenau comme adjudant le 3 juin 1815, mais est transféré le 8 octobre 1815. Le 10 décembre 1816, il reçoit l'ordre russe de Saint-Vladimir de 4e classe.
Il faut attendre le 30 mars 1822 pour qu'il soit promu lieutenant-colonel avec un brevet daté du 5 avril 1822. Le 23 février 1823, Hüser est transféré au 1er régiment de grenadiers de la Garde, mais le 14 juin 1823, il devient commandant de bataillon du 5e régiment de grenadiers. Le 30 mars 1838, il devient colonel et prend la tête du 29e régiment d'infanterie. Il est nommé commandant du régiment le 30 mars 1829. Pour ses services, il reçoit l'ordre de l'Aigle rouge de 3e classe le 21 novembre 1830, mais devient commandant de la forteresse de Sarrelouis le 30 mars 1831 et est agrégé le 28 avril 1831 au 28e régiment d'infanterie. Le 18 janvier 1833, il reçoit le ruban de l'ordre de l'Aigle rouge de 3e classe. Peu de temps après, le 30 mars 1833, il devient commandant de la 16e brigade d'infanterie. Le 30 mars 1835, il est nommé major général. Il reçoit également l'ordre de l'Aigle rouge de 2e classe avec feuilles de chêne le 26 janvier 1837 et le 18 août 1838, il devient commandant de la 14e brigade d'infanterie (de). Le 30 mars 1839, Hüser est chargé de diriger la 16e division d'infanterie et le 10 septembre 1840 il devient commandant de cette grande unité. Le 23 mars 1843, il est promu lieutenant général. Hüser arrive ensuite à la forteresse de Mayence le 3 octobre 1844 en tant que commandant adjoint. Le 21 mars 1848, il reçoit l'ordre de l'Aigle rouge de 1re classe, avec feuilles de chêne et diamants. Le 12 octobre 1849, il prend sa retraite avec le titre de général d'infanterie et une pension. Le 6 novembre 1849, il reçoit la Grand-Croix de l'ordre de Louis de Hesse. Il meurt le 28 mars 1857 à Berlin et est enterré le 30 mars 1857 dans le cimetière devant la porte d'Halle.

### Famille
Hüser se marie avec Wilhelmine Luise Charlotte Sack (née en février 1785 et morte le 21 novembre 1847), fille du prédicateur de la cour Friedrich Samuel Gottfried Sack, le 24 avril 1817 à Berlin. Le couple a au moins une fille :
- Mathilde Johanna Sabine (née le 21 novembre 1820 - 4 février 1900), écrivain marié avec Karl Albert Quednow (mort le 13 octobre 1873), colonel[5]